# Manfred Wörner
Manfred Hermann Wörner, nemški politik in diplomat, * 24. september 1934, Stuttgart, † 13. avgust 1994, Bruselj.
Po študiju prava na Univerzi v Heidelbergu, v Parizu in v Münchnu je vstopil v javno upravo in bil nato kot član Krščanske demokratične zveze izvoljen v Bundestag. 
Pozneje je bil minister za obrambo Zahodne Nemčije (1982-1988) in generalni sekretar Nata (1988-1994).
Od leta 1996 ministrstvo za obrambo Nemčije podeljuje medaljo Manfreda Wörnerja, ki je namenjena javnim osebam, ki so posebej zaslužne za mir in svobodo v Evropi.
Po njem se imenujeta tudi Fundacija Manfred Wörner in Wörnerjeva ožina na otoku Livingston.